# Marvel Kapitány (DC Comics)
Marvel Kapitány, olykor Csoda Kapitány, de hivatalosan Shazam egy kitalált szereplő, szuperhős a DC Comics képregényeiben. Első megjelenése a Fawcett Comics által kiadott Whiz Comics második számában volt 1940 februárjában. A szereplőt Bill Parker író és C. C. Beck rajzoló alkotta meg.
Az eredeti változatban és az azt követő történetek túlnyomó többségében Marvel Kapitány titkos személyazonossága Billy Batson, egy fiatal rádiós riporter, akit a Shazam nevű varázsló arra választott ki, hogy az igazság bajnoka legyen. Mikor Billy kiejti a varázsló nevét, azonnal belecsap egy mágikus villám, ami átváltoztatja őt egy felnőtt szuperhőssé, aki hat természetfeletti entitás jellegzetes erejével bír. Többen Billy rokonai és barátai közül, a Marvel család tagjai, jellegzetesen Mary Batson és Freddy Freeman, Billyéhez hasonló erővel rendelkeznek. 2008-ban Billy Batsontól Marvel Kapitány szerepét Freddy vette át.
Marvel Kapitány népszerűsége, aki a képregények oldalain mint „a világ leghatalmasabb halandója” jelent meg, az 1940-es években még Supermanét is megelőzte az Egyesült Államokban, és az első képregény-szuperhős volt, akinek történeteit megfilmesítették. A National Publication, a későbbi DC Comics, már nem sokkal a szereplő megjelenése után lépéseket tett Marvel Kapitány sorozatainak megszüntetésére, mivel úgy vélték, hogy az egyértelműen saját szuperhősük, Superman másolata. A több mint egy évtizeden át tartó jogi vitának végül egy bíróságon kívüli megegyezés vetett véget, melynek részeként a Fawcett Comics ígéretet tett, hogy soha többet nem fogja felhasználni a szereplőt. Marvel Kapitány az 1970-es évek elején tért vissza a képregények oldalaira, ezúttal a National Publication füzeteiben, bár sikere már meg sem közelítette egykori népszerűségét. Marvel Kapitány aranykori történeteinek legsikeresebb alkotói Otto Binder író és C. C. Beck rajzolói voltak, de a több párhuzamosan megjelenő sorozat még számos munkatárs közreműködését tette szükségessé. A szereplőnek a képregények bronzkorában való visszatérése után több író is kísérletet tett Marvel Kapitány megújítására, köztük Denny O’Neil, Roy Thomas, Jerry Ordway és Judd Winick.
Mivel a szereplő beszüntetése alatti időszakban (1953-1972) Marvel Comics a Captain Marvel névre védjegyet szerzett, a DC Comics Shazam! cím alatt jelentette meg a Marvel Kapitány könyveket. Az évtizedek során sokan inkább ezzel a jelzővel illették a szereplőt és a megújult The New 52 DC képregény sorozatokban (Március 2012) Marvel Kapitány már hivatalosan is Shazamre lett átnevezve.

## Marvel Kapitány megjelenéseinek története

### Megszületése a képregények aranykorában
A National Publication új szuperhőseinek, Supermannek és Batmannek a sikere után a Fawcett Publications 1939-ben úgy határozott, hogy elindítja saját képregény-osztályát. Roscoe K. Fawcett, a kiadó forgalmi igazgatója All Allardot, a Fawcett művészeti igazgatóját és Ralph Daigh-ot, a kiadó gyártásvezetőjét jelölte ki a feladatok koordinálására. Daigh a különböző szereplők megalkotásának és történeteik megírásának feladatával, Bill Parkert, a kiadó mozimagazinjának akkori felügyelő szerkesztőjét bízta meg. A megalkotott új szereplők, köztük Íbisz, a legyőzhetetlen, Lance O’Casey és mások történetei mellett Parker tervei között szerepelt egy szuperhősökből álló hatfős csapat is, melyben a tagok egyes görög-római mitológiai szereplők képességeit birtokolták volna. Daigh azonban úgy gondolta, hogy jobb lenne a csapat hat tagját egyetlen szereplőben egyesíteni. A döntésben feltehetően az óvatosság is közrejátszott, mivel ebben az időben még egy kiadó sem jelentetett meg egy egész csapat szuperhősről szóló történeteket. Parker Daigh utasítása alapján átdolgozta ötletét, az így megszületett új szereplőt pedig Mennydörgés Kapitánynak nevezte el.
A szereplő külső megjelenésének megtervezésével és a történet megrajzolásával Allard C. C. Becket bízta meg. Beck Mennydörgés Kapitány arcát, vágott állát és göndör, fekete haját a kor egyik népszerű amerikai színészéről, Fred MacMurrayről mintázta, de egyesek Cary Grant vonásait is felfedezni vélték benne. A Kapitány öltözékének megtervezésében azok a vázlatok szolgáltak alapként, melyeket nem sokkal korábban a The Student Prince című operett jelmezeihez készített. Beck nyilatkozata szerint Perkerrel osztották azt a nézetet, hogy az akkoriban megjelenő szuperhős-képregények igen szegényesek voltak, mind történeteik, mind pedig illusztrációik szempontjából. „Úgy döntöttünk, hogy egy igazi képregényfüzetet fogunk adni az olvasóinknak, a képsorok stílusában megrajzolva, fantáziadús történettel, nem a ponyvamagazinok elcsépelt formuláit ismételve, hanem visszanyúlva a régi népmesék és mítoszok klasszikus korába.” – mondta Beck.
Roscoe K. Fawcett a képregényfüzet főhőseként „egy Supermant” szeretett volna látni, azzal a különbséggel, hogy a szereplő titkos személyazonossága nem egy felnőtt férfi, hanem egy 10–12 éves fiú. Ennek egyik oka az volt, hogy a felmérések szerint a képregényfüzetek olvasói éppen ebből a korosztályból kerültek ki. Beck Mennydörgés Kapitány titkos személyazonosságának a Billy Batson nevet adta, mely utalás volt a kiadó alapítójának, Wilford H. Fawcettnek Billy Kapitány becenevére. A Flash Comics képregényantológia első száma, borítóján Mennydörgés Kapitánnyal, egy alacsony példányszámú fekete-fehér ashcan-kiadás volt, melyet csak a szerzői jogok minél gyorsabb biztosítása érdekében nyomtattak ki. A címet azonban nem használhatták fel, mivel az már a National Publication birtokában volt. A kiadó választása végül a Whiz Comics-ra esett, valószínűleg a Fawcett legelső magazinjának, a Captain Billy’s Whiz Bang címe után. Az ashcan-kiadás a névváltoztatás miatt soha nem is került forgalomba. Mennydörgés Kapitány nevét szintén megváltoztatták. A kiadó egyik rajzolója, Pete Costanza a Marvelous Kapitány, vagyis Csodálatos Kapitány nevet javasolta, melyet végül Marvel Kapitányra, azaz Csoda Kapitányra rövidítettek. Ennek megfelelően a történet szóbuborékjaiban is át kellett írni a szereplő nevét.
A Whiz Comics második száma 1940 februári borítódátummal jelent meg. Marvel Kapitány bemutatkozó történetében a hajléktalan újságárus fiú, Billy Batson rátalál a rejtélyes Shazam nevű varázslóra, aki felruházza őt azzal a képességgel, hogy átváltozzon a felnőtt szuperhőssé, Marvel Kapitánnyá. Billynek az átalakuláshoz csak ki kell ejtenie a varázsló nevét, amely valójában egy betűszó, ami annak a hat mitológiai személy nevének a kezdőbetűiből tevődik össze, akik egyedi adottságaikat kölcsönzik a fiúnak. Salamon a bölcsességét, Herkules a testi erejét, Atlasz az állóképességét, Zeusz a mágikus hatalmát, Akhilleusz a bátorságát, Mercurius pedig a gyorsaságát adja a fiúnak.
Marvel Kapitány azonnal sikert aratott, a Whiz Comics második számából több mint 500 000 példányt értékesítettek. Ez, és az ezt követő történetek valóban a fiatalabb olvasóknak szóltak, képei igen egyszerűek, könnyen értelmezhetőek voltak. Ahogyan Marvel Kapitány népszerűsége, és a kiadó újabb történetek iránti igénye egyre nőtt, mások is csatlakoztak a szereplő füzetének alkotói csapatához. Costanza volt az első rajzoló aki kisegítőként Beck mellé került.
Bár Marvel Kapitány számos Supermanhez hasonló képességgel és adottsággal rendelkezett, a két szereplő mégsem volt azonos. Míg Superman eredete és történetei elsősorban tudományos-fantasztikus elemekre épültek, addig Marvel Kapitány világában ezek csak a háttérben jelentek meg, helyette a varázslat került előtérbe. Egy másik lényeges különbség a két szereplő között, hogy Marvel Kapitány történeteiben a humor központi szerepet kapott a szinte érinthetetlenül felsőbbrendű Superman kalandjaival szemben. A hasonlóságokra való tekintettel azonban a National Publication már 1941 szeptemberében felhívta a kiadó figyelmét, hogy véleményük szerint Marvel Kapitány sérti az ő Supermanhez fűződő jogaikat. A bírósági kereset benyújtására és a tárgyalásra azonban csak évekkel később került sor.
Bill Parker 1940 októberében hagyta el a kiadót, miután megkapta katonai behívóját. A Fawcett képregényrészlegének szerkesztője Ed Herron, társszerkesztője John Beardsley lett. Marvel Kapitány növekvő népszerűségét kihasználva 1941-ben a kiadó elindította Captain Marvel Adventures című sorozatát is, melynek az első számának alkotópárosa Joe Simon író és Jack Kirby rajzoló volt.
Herron alkotta meg a Marvel Kapitány mintájára épülő Marvel család első tagját, Ifjabb Marvel Kapitányt, aki a Whiz Comics 25. számában, 1941 decemberében szerepelt először. Herron 1941-ben adta át Otto Bindernek Marvel Kapitány több sorozatát, aki 1941 és 1953 között több mint 450 Marvel Kapitány-történeten dolgozott és szintén jelentősen közreműködött a Kapitány alapján létrehozott új szereplők sorozataiban, így a Wow Comics, a The Marvel Family és a Master Comics című füzetekben is. Otto Binder képregényírói pályafutásának megkezdése előtt már ismert sci-fi-író volt. Az író újabb maradandó szereplővel, Mary Marvellel bővítette a Marvel családot, aki a Captain Marvel Adventures 18. számában, 1942 decemberében szerepelt először. „Mikor a Fawcetthez jött dolgozni (Binder), nem csak a tudományos-fantasztikum terén gyűjtött ismereteit hozta magával, hanem magával ragadó humorát is, amivel beoltotta Marvel Kapitány történeteit is.” – emlékezett vissza később Beck. Binder történetei, saját megítélése szerint, a mindennapi élethelyzetek és az ember hiányosságainak paródiái és szatírái voltak.
Marvel Kapitány hivatalos rajongói klubja 1944-re már több mint 570 000 tagot tartott nyilván. A szereplő számos füzete és a megjelenő történetek mennyisége lehetetlenné tette, hogy egyetlen író vagy rajzoló dolgozzon mindegyiken. Marvel Kapitány sikere ezen keresztül a tömeggyártás részmunkafolyamatokra bontott módszerét vezette be az abban az időben kibontakozó képregényiparba. Binder a sorozat fő írója maradt, de az évek során mellette mások, köztük Ron Reed, Bill Woolfolk és Bob Kanigher is számos történettel járultak hozzá a sorozat folyamatos megjelenéséhez.
Herron és Beardsley szerkesztői feladataik mellett, és a kiadó tiltása ellenére, maguk is több történetet írtak, melyet ezután saját maguktól meg is vásároltak. Tevékenységüket azonban nem is nagyon akarták leplezni, író álnévként a Marvel Kapitány titkos személyazonosságával majdnem azonos Billy Batstone nevet használták.
Beck mellett, aki a kezdetektől fogva illusztrálta Marvel Kapitány kalandjait, szintén számos rajzoló dolgozott az évek folyamán, köztük Pete Costanza, Ed Robbins, Marc Swayze, Al Fagaly, Alex Koster, Ray Harford, Al McLean, George Tuska, Dave Berg, Kurt Schaffenberger és még sokan mások. A rajzolók nagy száma ellenére Beck, gyakorlatilag mint a Marvel Kapitány nem hivatalos szerkesztője, folyamatosan felügyelte a történeteket, hogy azok minőségét saját ízlésének és értékítéletének megfelelően biztosítsa. Olykor belejavított a szövegbe és az erőszakosabb jeleneteknek is igyekezett élét venni.

#### Marvel Kapitány bukása
A második világháború végén, mikor a legtöbb szuperhős, köztük Superman népszerűsége is már hanyatlani kezdett, Marvel Kapitány füzetei virágkorukat élték. Az 1946 januárjában megjelent Captain Marvel Adventures 51. számából összesen 1 384 000 példány kelt el. 1948 márciusában a National Publication által indított ügy bíróság elé került, ami végül a Fawcett javára döntött, ugyanis a McClure Syndicate újságokban közölt Superman-képsorain nem tüntette fel megfelelően, hogy a szereplő jogi védelem alatt áll. Marvel Kapitány sikere továbbra is töretlen volt, történetei folyamatosan jelentek meg és alakja szinte a Fawcett minden képregényében feltűnt.
1951 augusztusában a National Publications ismét a bírósághoz fordult, mely felülbírálta az előző határozatot: Superman jogi védelmét megfelelőnek találta és ezúttal a National javára döntött. A kártérítés megállapításának feladata az alsóbírósághoz került. A hosszadalmas folyamat alatt a Fawcett perköltsége egyre emelkedett, míg képregényeinek, akárcsak más kiadók szuperhős-történeteinek, az eladási mutatói egyre csökkenő tendenciát mutattak.
A második világháború évei alatt legsikeresebb képregényének, a Captain Marvel Adventures-nek az eladott példányszáma 1949-re a felére csökkent. Az 1950-es évek elején a Fawcett ugyan megpróbálta növeli az eladásait azzal, hogy az akkoriban egyre népszerűbb horror-történetek elemeivel gazdagította képregényeit, de kevés sikerrel. 1953 őszén a kiadó végül úgy döntött, hogy teljes egészében beszünteti képregényei kiadását és bíróságon kívül egyezik meg a Nationallal is. A Fawcett 400 000 dollár kártérítést fizetett és megígérte, hogy soha többet nem fogja felhasználni Marvel Kapitányt egyetlen kiadványában sem. Roscoe K. Fawcett nyilatkozata szerint, bár a kiadó folytathatta volna más képregényeik kiadását Marvel Kapitány nélkül is, de a bírósági döntés és a szereplő elvesztése „kiölte a szívet az egész dologból.”
Annak ellenére, hogy a Captain Marvel Adventures eladási mutatói valóban egészen a sorozat megszüntetésééig tovább csökkentek, a füzet 1953-ban még mindig a legnépszerűbb képregények egyike volt, és nem volt veszteséges.

### Visszatérése a képregény bronzkorában
Néhány évvel azután, hogy a Fawcett beszüntette képregényeinek kiadását, a szuperhősök népszerűsége kezdett visszatérni. Az 1950-es évek végén a kiadó ugyan ismét elkezdett képregényeket megjelentetni, de legsikeresebb szereplőjüket, Marvel Kapitányt ha akarták volna sem hozhatták volna vissza a National Publications-szel kötött megállapodásuk miatt. Carmine Infantino, a National akkori kiadója 1972-ben megállapodást kötött a Fawcettel Marvel Kapitány és a Marvel család többi tagjának felhasználására. A National azonban nem indíthatta el új sorozatát Captain Marvel-címen, mivel azt a Marvel Comics már évekkel azelőtt biztosította magának. Marvel Kapitány új sorozatának első száma végül 1973 februárjában jelent meg Shazam! címen, mely egyaránt tartalmazott új, és az 1940-es és 50-es években megjelent régi történeteket.
A National nagy reményeket táplált a Kapitány kalandjainak feltámasztásához. Marvel Kapitány új történeteinek első írója Denny O’Neil volt, rajzolója pedig maga a szereplő társalkotója, C. C. Beck. Az első szám tartalmazta a Kapitány eredettörténetét, valamint egy magyarázatot arra, hogy Marvel Kapitány és a sorozat más szereplői húsz éven át miért nem bukkantak fel a képregényfüzetek oldalain. Az új történetek megpróbálták a régiek „hóbortos hangulatát” idézni, bár nem teljes sikerrel. A rajzoló és a sorozat szerkesztője, Julius Schwartz között hamar nézetkülönbségek támadtak. Beck szerette volna, ha egy fiatal rajzoló, Don Newton lett volna az asszisztense a sorozaton, amit Schwartz elutasított. Beck ezen kívül többször is nemtetszését fejezte ki az új történetekkel és a szereplő modernizációjával kapcsolatban. „Mint illusztrátor a régi időkben képes voltam egy jó történetet jobbá tenni, életre kelteni a rajzaimmal. Az új történetekbe képtelen voltam életet vinni, akármennyire is próbáltam” – nyilatkozta később Beck.
O’Neil maga is elismerte, hogy nem ő volt a legjobb választás Marvel Kapitány történeteinek megírására, ezért a kiadó Eliot Maggint bízta meg ezzel. Úgy vélték Maggin a megfelelő a feladatra, mivel az író korábban sikeresen vitt könnyedebb hangulatot Superman kalandjaiba is. Beck azonban továbbra is elégedetlen volt és szeretett volna olyan önállóságot kapni a sorozat felett, mint amilyet Jack Kirby élvezett „Negyedik Világának”-történeteiben. Newton, valamint Beck további két ismerőse a szakmából, Bruce Hamilton és John Clark több történetötletet is elküldtek a rajzoló számára, melyek végül eljutottak a National egyik szerkesztőjéhez, E. Nelson Bridwellhez is. Mire azonban bármi is megvalósulhatott volna a közös munkából Beck és a National kapcsolata annyira megromlott, hogy Beck elhagyta a sorozatot és a kiadót. Infantino később úgy nyilatkozott, hogy valószínűleg hibát követett el mikor a füzetet Schwartz-ra bízta, mivel ő nem igazán értette a szereplő mivoltát. „C. C. Beck szerkesztő szeretett volna lenni, de nekem ezt soha sem mondta. Ha szólt volna, feltehetően neki adtam volna. Julie bizonyosan elég elfoglalt volt, és nem volt szüksége a füzetre. Akkoriban azt sem tudtam, hogy nem jönnek ki.” – mondta Infantino. Bár Marvel Kapitány aranykori történeteinek egyik legtermékenyebb írója, Otto Binder egy ezzel kapcsolatban tett nyilatkozata szerint nem teljesen osztotta régi alkotótársa, Beck lesújtó véleményét az új sorozatról, de ezzel együtt elfogadta a rajzoló álláspontját is.
A Shazam! rajzolói egymást váltva Bob Oksner és Kurt Schaffenberger lettek, írói Bridwell és Maggin. A füzetben megjelent történetek a National képregényeinek kitalált világtól függetlenül, a saját maguk valóságában játszódtak a Fawcett kiadványainak folytatásaként. A DC Comics, a National Publications utóda, nem is tett rá kísérletet, hogy a szereplőt beépítse a más kiadványaiban megjelenő kalandokba, de emellett továbbra is megpróbálta modernizálni Marvel Kapitányt. A 34. számmal a füzet elhagyta az aranykort idéző, humoros képsorokra jellemző képi megjelenést. Marvel Kapitány történetei a DC multiverzumának S-Föld nevű világában játszódtak, melyben a kiadó más szereplői csak nagy ritkán tűntek fel, valamint a Kapitány is csak ritkán szerepelt más DC-szuperhősökkel egy történetben. Ezen kevesek közül való volt az 1976-ban, a Justice League of America 137. számában megjelent Crisis in Tomorrow című történet, melyben Marvel Kapitány közös kalandban vett részt az Igazságliga tagjaival. A Crisis in Tomorrow az Amerikai Igazságliga sorozatában megjelenő három részes történet befejező darabja volt, melyben Bridwell a Fawcett számos más hősét és gonosztevőjét is a DC világának szereplőivé tette. Az 1978 májusában megjelent All New Collectors’ Edition című kiadvány Superman vs. Shazam! című számában Marvel Kapitány Supermannel mérte össze az erejét.
A Shazam! a 35. számmal, 1978 júniusában szűnt meg, a történetek a World’s Finest Comics című sorozatban, annak 253. számától kezdődően folytatódtak Superman, Batman, a Zöld Íjász és más szuperhősök kalandjai mellett. A World’ Finest-ben megjelenő történetek írója Dridwell marad, rajzolója pedig Don Newton lett, akinek Beck sikertelen közbenjárása után 1977-ben mégis sikerült elhelyezkednie a kiadónál. Newton a kiadó modernizációs törekvéseinek fényében rajzolta meg Marvel Kapitány kalandjait, mely miatt a baráti kapcsolata meg is romlott Beckkel. Schaffenberger még számos történetben közreműködött mint kihúzó.
Marvel Kapitány 1982 és 1983 között a World’ Finest Comics mellett az Adventure Comics oldalain is szerepelt, bár ezek közül csak kettő volt új történet, a többi a Fawcett által egykor kiadott kalandok közül került ki. Marvel Kapitány a World’ Finest-ben utoljára az 1982-ben megjelent 282. számban szerepelt, mely után más szuperhősöknek adta át a helyét. Önálló kiadvány és történetek híján Marvel Kapitány 1984 folyamán az All-Star Squadron néhány számában tett vendégszerepelése alkalmával tűnt fel ismét. Roy Thomas még 1982-ben szerette volna megalkotni Marvel Kapitány modern, a kiadó történeteinek „1-es Földjén” élő változatát. Az ötlet, hogy a szereplő eredetét az 1980-as évekbe helyezzék át a kiadó vezető szerkesztőjének, Dick Giordanónak is tetszett. Newton, Girodano és Thomas az 1983-as San Diegó-i Képregény Találkozón be is számolt erről az elképzelésükről a rajongóknak, de különböző akadályozó tényezők, valamint Don Newton halála miatt, az ötlet végül nem valósult meg.
A DC Comics füzeteiben a képregény bronzkorának végét jelző esemény az 1985 és 1986 között megjelent Crisis on Infinite Earths című minisorozat volt. A cselekményben a kiadó tekintélyes mennyiségű kitalált alternatív világainak száma először ötre, majd egyre csökkent. A megmaradt öt világegyetem egyike volt Marvel Kapitány világa, az S-Föld is, mely a történet végén a másik néggyel összeolvadva egy újat hozott létre.

### Marvel Kapitány a képregény modern korában
A DC új kitalált világában újjászületett Marvel Kapitány a Crisis on Infinite Earths története után John Ostrander és Len Wein Legends című hatrészes minisorozatában szerepelt először. A Legends története végén Marvel Kapitány tagja lett a kiadó újraalkotott felállású Igazságligájának is, bár nem marad sokáig a szuperhős csapat soraiban. A Kapitány csupán a Justice League első hat számában szerepelt 1987 májusa és októbere között, részben azért, mert a DC Comics ekkor még mindig nem birtokolta a Fawcett régi szereplőit, használatuk után díjat kellett fizetnie a kiadónak.
Roy Thomas az 1980-as évek folyamán Marvel Kapitány eredettörténetének részleteit több alkalommal is megváltoztatta. Míg az 1986 júniusában megjelent Secret Origins harmadik számában a szereplő eredetét meghagyta 1939-ben, addig az egy évvel később megjelenő Shazam!: The New Beginning című négyrészes minisorozatban már kortárs környezetbe helyezte át. 1988 októberében és novemberében Marvel Kapitánynak egy néhány részes története jelent meg az Action Comics Weekly című antológiában, mely mellett vendégszereplőként több füzetben is feltűnt. 1991-ben a Kapitány fontos szereplője volt a kiadó egy másik szuperhőse, Wonder Woman első megjelenésének ötvenedik évfordulója alkalmából kiadott War of the Gods című eseménysorozatnak.
1994-ben jelent meg Jerry Ordway The Power of Shazam! című képregényalbuma, melyben Marvel Kapitány eredettörténete ismét módosításokon ment át. A DC már nem sokkal Roy Thomas 1986-os The New Beginning című minisorozatát követően szerette volna a szereplő múltját ismét megváltoztatni. A feladat kivitelezésére John Byrne-t kérték fel, aki nem sokkal korábban sikeresen indította újra Superman sorozatát is. Byrne szándéka szerint Marvel Kapitány kalandjai a kiadó mainstream világától egy teljesen független környezetben játszódtak volna. Az író elképzelése kezdetben látszólag nem jelentett problémát a kiadó számára. Byrne azonban később megtudta, hogy történetének mégis kapcsolódnia kell majd a DC más szuperhőseinek világához, mivel Marvel Kapitány többek között George Pérez készülő War of the Gods-sorozatának is fontos szereplője lesz. A megváltozott körülmények miatt Johnathan Peterson szerkesztő Jerry Ordwayre bízta az új eredettörténet elkészítését.
A The Power of Shazam! igen sikeresnek bizonyult az olvasók körében és megjelenésének évében elnyerte a Comics Buyer’s Guide rajongói-díját annak „Kedvenc eredeti képregényalbum”-kategóriájában. A történet sikere után, és mivel a DC az 1990-es évek elején megvásárolta a Fawcett-szereplőket, Marvel Kapitány ismét saját sorozatot kapott. A The Power of Shazam! első száma 1995 márciusában jelent meg. A sorozat írója Ordway marad, első rajzolója pedig Peter Krause lett. „…nosztalgikus, minden korosztály számára megfelelő füzet” – jellemezte később sorozatát Ordway. Az írót a The Power of Shazam! hangulatának kialakításában elsősorban a Republic Pictures 1941-es Adventures of Captain Marvel című filmsorozata inspirálta. Egy másik forrás, melyből Ordway szintén sokat merített, elsősorban a főszereplővel és a mellékszereplőkkel való bánásmód, a közöttük lévő kapcsolatok kialakításában Stan Lee és Steve Ditko Pókember-történetei voltak.
Ordway sorozata az eredeti képregényalbum cselekménye után négy évvel játszódott, mivel a füzet alkotói nem szerették volna sorozatukba belekeverni Marvel Kapitány egyéb megjelenéseit, mint például az Igazságligában való rövid tagságát. A sorozat első évében elnyerte az 1995-ös Parents’ Choice-díjat, mellyel az azt létrehozó alapítvány a kiemelkedő gyermekbarát termékeket jutalmazza. A The Power of Shazam!-nek, melynek mindvégig Ordway marad az írója, 1994 és 1999 között összesen 48 száma, az utolsó a kiadó DC One Million eseménysorozatának részeként, valamint egyéves különszáma jelent meg. A sorozaton Krause-t követően több rajzoló is dolgozott, elsősorban Mike Manley és maga Ordway, de rajtuk kívül például Gil Kane, Curt Swan és Dick Giordano is dolgozott egy-egy számon.
A The Power of Shazam! megszűnését követő évek során Marvel Kapitány a DC több kiadványában is feltűnt. Vendégszerepelt az Igazságliga néhány történetében, 2002 és 2004 között állandó szereplője lett az Igazságszövetség sorozatának és fontos szerepet játszott a kiadó 2005–2006-os Infinite Crisis eseménysorozatát megelőző Day of Vengeance-ben. Szintén 2005 és 2006 között jelent meg Judd Winick Superman/Shazam!: First Thunder című négyrészes minisorozata, mely Superman és Marvel Kapitány első találkozásának történetét mesélte el.
Winick közreműködésével készült a 2006–2008-as The Trials of Shazam! című minisorozat is. A történetben Billy Batson korábbi szuperhős-szerepével szemben a Day of Vengeance-ben látszólag elpusztult varázsló, Shazam mentori helyét veszi át, Marvel Kapitány ereje pedig Freddy Freemanre, a korábbi Ifjabb Marvel Kapitányra száll át. Winick véleménye szerint Marvel Kapitány az egyik legismertebb szuperhős, akit azonban az utóbbi években nem sikerült egyetlen írónak sem megfelelően ábrázolnia, amit az is bizonyít, hogy a szereplőnek több, újra és újra átírt eredettörténete is megjelent ez idő alatt. Winick a The Trials of Shazam!-ben szerette volna megújítani Marvel Kapitányt és egyben jól megkülönböztethetővé is tenni Supermantől, mivel szerinte sok alkotó tévesen megpróbálta őt hasonlóképpen kezelni és vele azonos környezetbe helyezni. „Egy isteni erővel rendelkező fickónak miért kellene bankrablókat üldöznie?” – nyilatkozta Winick.

## A szereplő története
Billy Batson szülei halála után hajléktalanná vált, mivel gonosz bácsikája kiforgatta őt apja örökségéből. A tizenkét éves Billy újságárusként dolgozott, mikor egy rejtélyes idegen elvezette őt a Shazam nevű varázsló titkos csarnokába. Shazam a megszületése óta figyelte őt, és arra választotta ki, hogy Billy vegye át tőle az istenektől származó hatalmát és a feladatot, hogy harcoljon a gonosz ellen a világban. Billy a varázsló nevét kiejtve tehetett szert Salamon, Herkules, Atlasz, Zeusz, Akhilleusz és Mercurius hatalmára, és alakulhatott át Marvel Kapitánnyá. A varázslóra ezután egy hatalmas kőszikla zuhant, de szellem formájában továbbra is ifjú utóda segítségére volt. Billy bátorságának köszönhetően új álláshoz is jutott, és a WHIZ rádiótársaság egyik riportere lett.
Kalandjai során megismerkedett elveszett ikertestvérével, Mary Bromfielddel, valamint barátságot kötött Freddy Freemannel. Mivel Mary a Batson család tagja volt, a „Shazam!” szó kiejtésére ő maga is emberfeletti erőre tehetett szert, bár ő más mitológiai entitásoktól nyerte hatalmát. Freddy Freeman Marvel Kapitányon keresztül tett szert erejére, és változhatott át Ifjabb Marvel Kapitánnyá. Marvel Kapitány, Mary Marvel és Ifjabb Marvel Kapitány számos közös kalandban vettek részt a képregények oldalain, melynek 1953-ban a Fawcett Comics és National Publication közötti megállapodás vetett véget.
Az 1970-es évek elején a National kezdte el ismét kiadni Marvel Kapitány kalandjait. Az első történet magyarázatot adott a szuperhős két évtizedes eltűnésére, mely szerint Marvel Kapitány, Mary Marvel és Ifjabb Marvel Kapitány ádáz ellenfelük, Doktor Sivana csapdájába estek: a Suspendium nevű szerkezet húsz évre hibernálta a hősöket az őrült professzorral és Fawcett City számos lakójával együtt. A National Marvel Kapitány és történeteinek szereplői világát először csak saját multiverzumába integrálta S-Föld néven, majd pedig teljesen beolvasztotta mainstream kitalált világába. Az 1985–1986-os Crisis on Infinite Earths című minisorozatban az Anti-Monitor nevű gonosz lény a multiverzum szinte összes világát elpusztította. A történet végén a megmaradt világok, köztük Marvel Kapitány S-Földje, egyetlen új világegyetemmé olvadtak össze.
Az újjászületett Billy Batson és Marvel Kapitány személyisége a korábbi történetekkel ellentétben ebben az új világban már nem különült el egymástól. Billy háttértörténete és Marvel Kapitánnyá válásának eredettörténete néhány részlettől eltekintve változatlan maradt az egymást követő átdolgozások ellenére is. Marvel Kapitány egy rövid időre csatlakozott az Amerikai Igazságligához, de hamar kivált a csapatból. Miután egy kalandjuk során kisegítette az Amerikai Igazságszövetséget hivatalosan is csatlakozott a csapathoz, ahol romantikus kapcsolat alakult ki közte, és a vele egyidős csapattársa, Csillaglány között. Mivel a lányon kívül egyik csapattársa sem tudta, hogy a felnőttnek látszó Marvel Kapitány valójában a kamasz Billy Batson, kettejük bensőséges kapcsolata visszatetszést váltott ki a csapaton belül, így Billy inkább úgy öntött, hogy elhagyja az Igazságszövetséget.
Mikor a Szellem megpróbált minden mágiát kiirtani a világból, Marvel Kapitány a Föld mágikus lényeinek összesített hatalmával felruházva szembeszállt vele, de nem tudta megállítani. A Szellem végül elpusztította az Örökkévalóság Szikláját és látszólag vele együtt az a felett őrködő Shazamot is. Mindezek ellenére Billy továbbra is képes maradt átváltozni Marvel Kapitánnyá, és miután a varázserejű hősök helyreállították az Örökkévalóság Szikláját, ő vette át rajta Shazam feladatait. Valamivel ezután Billy Shazam erejének használója helyett, annak őrzőjévé, egy Marvel Kapitánynál idősebb, ősz hajú férfivá változott át, és a nevét Marvelre változtatta. Miután sikeresen kiállta az istenek próbatételeit Marvel Kapitány szerepét Freddy Freeman, az egykori Ifjabb Marvel Kapitány vette át Shazam néven.
Mikor Fekete Adam és felesége, Ízisz elfoglalták az Örökkévalóság Szikláját, Billy Batsont is megfosztották erejétől, aki az Igazságszövetség segítségével akarta felvenni velük a harcot. A csatának a varázsló, Shazam visszatérése vetett véget. A dühödt Shazam kővé változtatta Fekete Adamot és Íziszt, valamint megtagadta Billytől és testvérétől, Marytől az erejét, amiért azokat megrontotta Adam hatalma és csalódást okoztak neki. Freddy Freeman mindezek ellenére megtartotta az erejét, mivel az maguktól az istenektől, nem pedig a varázslótól származott.

## Ábrázolása és megítélése

### Marvel Kapitány és Billy Batson
A Fawcett füzeteiben az írók, különösebb magyarázat nélkül, Marvel Kapitányt és titkos személyazonosságát, Billy Batsont, egy testben élő, de két külön személykét ábrázolták. A történetekben a két szereplő is gyakran mint külön személyre utaltak egymásra. A Whiz Comics 11. számában például Billy Marvel Kapitány segítségét kéri, hogy az Salamoni bölcsessége révén megsúgja neki a helyes válaszokat egy iskolai vizsgán. A Captain Marvel Adventures 69. számában megjelent karácsonyi történetben pedig Billy és Marvel Kapitány egymásnak vásárol ajándékot. Otto Binder nyilatkozata szerint a Fawcettnél nem különösebben foglalkoztak ennek a kettős személyiségnek a mibenlétével, vagy azzal, hogy hová kerül az egyik szereplő, mikor a másik kerül előtérbe. Az alkotók körében általánosan elterjed nézet szerint úgy kezelték Marvel Kapitányt, mint Billy felnőtt énjét. Az alkotók a füzetek humoros és szatirikus kalandjaival ellentétben arra is törekedtek, hogy Marvel Kapitány és a valódi főszereplő, Billy Batson személyiségének és karakterének megformálását nagyon is komolyan vegyék.
Gyakran mondják, hogy Marvel Kapitány történeteinek a hangulata „hóbortos” volt, fantáziálások sorozata, ami, akárcsak a vidámparkban, torz tükrökön át mutatta be az életet. A lényeg felismerhető, de a felnagyítás, a félrevezetés és a visszatérő viccek eltorzítják. Az egésznek a titka az volt, hogy a Kapitány és Billy mindig halálosan komolyak voltak, és sohasem vicceltek. Így játszottunk a helyzetkomikummal és a szójátékokkal, amik humorossá tették. De egyre emlékeznünk kell: a fiatal kölykök általában egyáltalán nem értik a viccet. Komolyan veszik, nevezetesen a harcot a jó és gonosz között, melyben a jófiú (Marvel Kapitány) mindig nyer. Bizonyos értelemben Marvel Kapitány történetei olyanok voltak, mint Jonathan Swift politikai szatírái… és mint az Alice Csodaországban, ami a felnőtteknek az emberi természet tanulmányát jelentik. … Mindig úgy éreztem, hogy magát az emberi természetet derítem fel és aknázom ki. Kiásom annak bolondos aspektusait, hogy megmutassam, hogy az élet nagy része vicc és őrültség. A történetek könnyű és szeszélyes humora ellenére, igen közel álltak a való élethez.
Christopher Knowles Our Gods Wear Spandex című könyvében megfogalmazott véleménye szerint Marvel Kapitány szerepe és megjelenése egy pogány napistenéként is értelmezhető, ellentétben kortársának, Supermannek jóval hagyományosabb dávidi megváltójával szemben. Marvel Kapitány egy mágikus entitás, amivé Billy Batson átlényegül mikor kiejti a varázsszót. A szereplő eredettörténete erősen emlékeztet egy titkos társaság, vagy szekta beavatási szertartására is. Knowles a szereplőt annak megszületésekor az ókori egyiptomi istennel, Hórusszal azonosítja, majd később, Ifjabb Marvel Kapitány és Mary Marvel megjelenése, vagyis a főhős saját „pantheonjának” kialakulása után a három szereplőt Ozirisszal, Ízisszel és Hórusszal azonosítja, mely családban Marvel Kapitány már Ozirisz szerepét tölti be. Knowles véleménye szerint mindezen pogány hivatkozások ellenére Marvel Kapitány Mark Waid és Alex Ross Kingdom Come című történetében, mely a DC Comics mainstream kitalált világától független környezetben játszódik, mint az új Krisztus jelenik meg, aki életét áldozza az emberiség „megváltásáért”.
Marvel Kapitány ábrázolásával kapcsolatban a legnagyobb vita a National Publications és Fawcett Publications közötti per volt, mely több mint tíz év után, 1953-ban a két kiadó közötti bíróságon kívüli megállapodással és Marvel Kapitány képregényfüzeteinek megszűnésével ért véget. A National túlságosan is hasonlónak találta Marvel Kapitányt saját népszerű szuperhősükhöz, Supermanhez. A bíróság előtt a National ügyvédei többek között a két szereplő emberfeletti képességeinek azonosságával érvelt. Bár Roscoe K. Fawcett nyilatkozata szerint egyáltalán nem is volt kérdéses, hogy Marvel Kapitány Superman-típusú szereplő, nyilvánvaló, hogy a két sikeres szuperhős alapelgondolósa és a történetekben való szerepe merőben különbözött. Míg Superman tudományos hős volt, addig Marvel Kapitány történeteit a mágia szőtte át. „Míg Superman a teljes önbizalom és önuralom tanúbizonyságát adta, addig Marvel Kapitány inkább egy csetlő-botló, nagyra nőtt gyermek képét mutatta…” – írja Bradford W. Wright Comic Book Nation című könyvében. Rob Reednek, a Fawcett Comics egyik aranykori szerkesztőjének a véleménye szerint Marvel Kapitány sikere éppen annak titkos személyazonosságára, a sebezhető Billy Batsonra vezethető vissza. Billy Batson első megjelenésekor tizenkét éves volt, de az azt követő évek során a Fawcett útmutatója értelmében az írók nem tettek további utalást a fiú korára, hogy a fiatal olvasók könnyebben azonosulhassanak vele.
Billy Batson, a tizennégy éves fiú volt Marvel Kapitány. Ugyanolyan volt az orra, a hasított álla, a gödröcskéi mint Marvel Kapitánynak. Csak a szemei voltak mások, és a haja varázslatos módon hátrafésülődött mikor felnőtté változott. És Marvel Kapitány, bár birtokában volt Salamon, Herkules, Atlasz és más nagy hősök erejének, valójában a szíve mélyén egy apró fiúcska volt. Inkább Billy Batson felnőtt énje volt, mint egy istenszerű lény egy másik bolygóról, vagy egy Frankenstein-szörny, amit egy őrül tudós vagy egy nukleáris baleset hozott létre. Ő csupán a világ leghatalmasabb halandója volt, semmi több. És mint ilyen, ember volt, ahogyan korának képregényhősei közül kevesen…
Marvel Kapitányt még saját magán is képes volt nevetni, ha önnön butasága miatt nem tudott végrehajtani egy egyszerű feladatot. Salamoni bölcsessége nem igazán volt szembetűnő, ereje inkább abban rejlett, „hogy hogyan állja meg a helyét a világban, és őrizze meg méltóságát hibái ellenére is”. Supermannel ellentétben Marvel Kapitány inkább egy humoros képzeletbeli játszópajtás volt, akire fiatal olvasói felnézhettek. Marvel Kapitányt nem jellemzik azok a hibák és gyarlóságok mint más hősöket és nem hordoz magával lelki terhet, mint például kortársa, Batman, vagy a jóval később megszületett Pókember. Knowles Marvel Kapitányt a valóra vált vágyálom beteljesülésének legjelentősebb szimbólumaként említi. „A fiatal árva, Billy Batson véletlenül belebotlik egy hatalmas varázslóba egy földalatti csarnokban. A mágus megoszt vele egy varázsigét, ami egy isten erejét kölcsönzi a fiúnak.” – írja Knowles.
Marvel Kapitány két modern kori írójának, Judd Winicknek és Jeff Smith-nek az egybehangzó véleménye szerint, a szereplő megfelelő ábrázolása, a lényegének megragadása azért nehéz feladat, mivel Marvel Kapitány az 1950-es és 1960-as években teljesen eltűnt a képregények oldalairól. A szereplőnek így nem volt lehetősége átmenni azokon a változásokon, melyeken például Batman vagy Superman átesett ezalatt a húsz év alatt. Winick véleménye szerint a szereplő gyakorlatilag változatlanul tért vissza az 1970-es években és új sorozatának régi rajzolója, C. C. Beck egyáltalán nem is akarta, hogy bárki változtasson rajta. Smith Marvel Kapitányt egyfajta „tisztán amerikai” képregényszereplőnek nevezte, aki számára továbbra is erősen kötődik az aranykorhoz.
Jerry Ordway, aki The Power of Shazam! című sorozatában 1994 és 1999 között alakította Marvel Kapitány, Billy Batson és barátainak sorsát, 2007-ben így nyilatkozott a sorozat szereplőiről: „A Marvel Kapitány-szereplők gyermekek és talán naivak. Soha volt célom, hogy negatív módon nyakon öntsem őket a világ rideg valóságával csak azért, hogy több akciót vigyek a történetekbe. Számomra úgy tűnik, hogy mostanában mindenki valahogy megpróbál szexuális elemeket becsempészni ezekben a szereplőkbe. Véleményem szerint ez nem járható út. …ez olyan, mintha megpróbálnád rávenni a legjobb barátodat, hogy próbálja ki az alkoholt vagy a dohányzást.” Ordway gyermekbarát történeteit a sorozatban 1995-ben díjjal is elismerték. Winick véleménye szerint a DC legjobb mágikus szereplői az évek során a Vertigo cégjelzése alá kerültek, míg a DC-nél az aranykor elavult szereplői maradtak. Winick és Dan Didio, a DC akkori alelnöke és vezető szerkesztője között 2004-től, az Infinite Crisis című eseménysorozat tervezési fázisától kezdődően visszatérő téma volt Marvel Kapitány szerepének újragondolása, akit véleményük szerint az évek során nem sikerült megfelelően felzárkóztatni a képregények kortárs szereplőihez. Winick ennek megfelelően The Trials of Shazam című minisorozatban már egy érettebb Billy Batsont szeretett volna bemutatni, aki Shazamtól átveszi a mentori szerepet.

### Freddy Freeman
Freddy Freemant Ed Herron író és Mac Raboy rajzoló alkotta meg, első szereplése a Whiz Comics 25., 1941 decemberi számában volt. A történetben a fiúnak Marvel Kapitány mentette meg az életét azzal, hogy erejének egy részét átadta neki, aki így Marvel Kapitány nevének kiejtésével képessé vált a szuperhős kamasz megfelelőjévé, Ifjabb Marvel Kapitánnyá átváltozni. A képregények aranykorában a szereplő önálló kalandjai a Master Comics oldalain jelentek meg, melyek jóval komolyabbak és komorabbak voltak, mint Marvel Kapitány történetei. Freddy Judd Winick 2006–2008-as The Trials of Shazam! című minisorozatában vette át Marvel Kapitány helyét Shazam néven. A történetet követően Freddy Freeman elsősorban az Igazságliga történeteiben tűnt fel a csapat tagjaként. James Robinson, a 2009-es Justice League: Cry for Justice című minisorozat írójának megítélése szerint Freddy „kicsit elveszett”, és a történet kibontakoztatása során egyik célja volt, hogy bemutassa, hogy ki is valójában a szereplő.

## Más változatai
Marvel Kapitány számos más, az eredetitől eltérő változatai a kiadó mainstream kitalált univerzumától független világok és történetek szereplőiként jelentek meg az évek során. A DC Comics eredeti tervei szerint az addig csak saját történeteiben szereplő Marvel Kapitányt már 1974-ben szerették volna beleolvasztani a kiadó saját szereplőinek kitalált világába. Marvel Kapitány a Superman 276. számában szerepelt volna először Supermannel, a kiadó azonban végül úgy döntött, hogy elhalasztja a szereplő integrálását. A történet írója, Elliot Maggin ezért Marvel Kapitányt egy új szereplővel, Mennydörgés Kapitánnyal helyettesítette, akinek háttere és kinézete szinte teljesen megegyezett Marvel Kapitányéval.
Jeff Smith 2007-ben megjelent Shazam!: The Monster Society of Evil című minisorozatában az aranykori szereplőhöz és történeteihez próbált visszanyúlni, és a később megjelent történetektől függetlenül modernizálni Marvel Kapitányt. A minisorozatban, akárcsak az aranykori történetekben Marvel Kapitány és Billy Batson két külön személyiségként jelennek meg. A 2008 júliusában indult Billy Batson and the Magic of Shazam! című sorozatban Mike Kunkel bizonyos tekintetben Smith 2007-es történetében megalkotott új Marvel Kapitányának kalandjait folytatta, bár ő Smith elgondolásával ellentétben, ismét egy személyiségként kezelte Marvel Kapitányt és Billy Batsont.
A DC 2006–2007-es 52 című eseménysorozata végén, mikor a kiadó ismét bevezette a multiverzum létezését füzeteink világába, megjelent egy 5-ös Föld elnevezésű világ, mely nagyban hasonlított a Fawcett füzeteiben és a DC Crisis on Infinite Earths előtti történeteiben szereplőhöz. A sorozat írójának Grant Morrisonnak a nyilatkozata szerint ez a világ azonban nem azonos a DC korábbi S-Földjével. Az 5-ös Föld Marvel Kapitánya a Superman Beyond című minisorozatban, valamint a Final Crisis utolsó számában is megjelent. A történetekből kiderül, hogy az 5-ös Föld Marvel Kapitánya és Billy Batson két külön személy, akik nem részletezett módon kapcsolódnak egymáshoz.

## Képességei és felszerelése
Billy Batson nem rendelkezik semmilyen ember- vagy természetfeletti képességgel. Mivel azonban a Shazam őt választotta ki utódaként, mikor a fiatal fiú kiejti a varázsló nevét, mennydörgés és egy mágikus villámcsapás kíséretében képes átváltozni Marvel Kapitánnyá. Marvel Kapitány ereje hat mitológiai entitástól származik. Bölcsessége a bibliai Salamon királytól, hatalmas emberfeletti ereje Herkulestől, kitartása és állóképessége Atlasztól, hatalma Zeusztól, bátorsága Akhilleusztól, gyorsasága pedig Mercurius-tól ered.
Marvel Kapitány képességeinek korlátai, mint például erejének nagysága, az évek során a történetek íróitól függően változott. Első történetében csak emberfeletti erejéről tett tanúbizonyságot, valamint arról, hogy egyetlen ugrással nagy távolságot képes megtenni. Emberfeletti gyorsasága a Whiz Comics harmadik számában volt látható először. A Whiz Comics negyedik számában Salamontól kapott bölcsessége révén épített meg egy rakétát, mellyel képes volt megszökni a Vénusz bolygóról. Marvel Kapitány salamoni bölcsessége azonban igen kézzelfoghatatlan képesség, melynek mibenléte íróról íróra változott az évek során. „Mit jelent Salamon bölcsessége? … Salamon bölcsessége, mikor Billy a Shazam-felkiáltás után átváltozik Marvel Kapitánnyá, és onnantól kezdve úgy beszél mint egy felnőtt férfi! Nekem sohasem tetszett ez a változat. Úgy értem, hogy a tudás nem jelent érettséget… Egyszerűen a birtokában van a tudás, ami nem szükségképpen azonos azzal, aminek Billyként a birtokában van. De mi az ördögöt jelent ez?” – tette fel a kérdést maga a történetek egyik modern kori írója, Judd Winick is. Winick The Trials of Shazam! című történetében Salamon a mágia isteneként jelenik meg, aki a mágia minden tudását adja át Freddy Freemannek. Ezt a tudást azonban már Freddynek kell értelmeznie, hogy alkalmazni tudja. Marvel Kapitány a Whiz Comics ötödik számban már repült is, sebezhetetlensége pedig a tizedik számában megjelent Captain Marvel Battles the Winged Death című történetben mutatkozott meg minden kétséget kizáróan. Korai kalandjai során Marvel Kapitány rendelkezett a hipnózis képességével is.
Arra, hogy Billy Batson isteni pártfogói, Salamont nem számítva, miért két, a görög és római pantheonból kerültek ki, George Pérez 1991-es War of the Gods című minisorozata adott magyarázatot. Míg az aranykori történetek nem fejtették ki a különböző pantheonok viszonyát, addig a DC Comics világában a görög és római istenek egymás mellett léteztek, így a görög Héraklész és a római Herkules külön szereplők voltak. A két pantheon istenei végül John Byrne 1998-as történetében, a Wonder Woman 133. számában egyesültek.
A kiadó mitológiai és mágikus elemei a 2005–2006-os Day of Vengeance és Infinite Crisis című történetek során még nagyobb változásokon mentek keresztül „a mágia tizedik korának” beköszöntével. A kiadó szerkesztőségében már 2004 eleje, az Infinite Crisis tervezése óta központi téma volt a mágia szerepe a DC-univerzumban. Judd Winick 2006–2008-as The Trials of Shazam! című történetében Billy Batson patrónusai már nem a hagyományos görög és római mitológia természetfeletti lényei voltak, hanem a mágia istenei. Winick magyarázata szerint Zeusz, Salamon, Mercurius nevei ebben az esetben nem konkrét személyeket takarnak, hanem címek, melyet egy bizonyos erős vagy képességet képviselnek. A történetben Atlasz helyét Apollón veszi át, aki az állóképesség helyett az öngyógyulás erejével ruházza fel Teddy Freemant, aki Shazam néven vette át Billy Batson helyét.

### Öltözéke
Marvel Kapitány öltözékének megtervezéséhez C. C. Becknek a The Student Prince című operett jelmezeihez készített vázlatai adták az alapot. Marvel Kapitány aranyszínű csizmát, piros katonai inget és nadrágot, valamint aranyszínű övsálat visel, mellkasán pedig egy villám látható. Derékig érő, a vállán félig átvetett fehér köpenyének szélét aranyszegély díszíti. Marvel Kapitány csuklóján aranysávok is láthatóak, melyek, csakúgy mint a köpenyét díszítő, leginkább virágokra emlékeztető motívumok, kapitányi rangját jelzik. Marvel Kapitány klasszikus öltözéke alapvetően különbözött a kortárs szuperhősök és álarcos bűnüldözők ruházatától, akik általában testhezálló felsőruházatot és harisnyát hordtak, mint például Superman is. Nem sokkal első megjelenése után azonban öltözéke egyszerűsödni kezdett, így például eltűnt róla a katonai ing hajtókája, amit csak évtizedekkel később, 1994-ben Jerry Ordway állította vissza.
Christopher Knowles könyvében Marvel Kapitány öltözékének piros-sárga-fehér színösszeállítását a Nap színeivel azonosítja, és mitológiai utalásnak tekinti.
A The Trials of Shazam! eseményei során és azt követően Billy Batson Marvelként egy, az eredeti öltözékhez igen hasonló ruhát viselt, csupán a piros színt a fehér váltotta fel, köpenye pedig bokáig érő lett. Freddy Freeman Shazamnként a képregényalkotók által évtizedekig alkalmazott egyszerűsített változatához hasonló öltözéket visel.

## A történetek mellékszereplői
Marvel Kapitány történeteinek mellékszereplői köre már a sorozat első éveiben kialakult. Shazam, a mágus, akinek Billy Batson emberfeletti erejét köszönheti, a főhőssel egy történetben tűnt fel a Whiz Comics második számában. Shazam, akire miután átadta erejét egy hatalmas kőszikla zuhant, az első történet után szellemszerű alakban látta el tanácsaival és intelmeivel a főhőst. Shazamot C. C. Beck jóságos varázslóként alkotta meg, saját bevallása szerint Mózes és Merlin keverékeként, aki gyakorlatilag Marvel Kapitány öreg megfelelője. A Becket követő rajzolók ezzel szemben gyakran ábrázolták őt gonoszként, fenyegetőként vagy éppen tébolyodottként.
Marvel Kapitány körül hamarosan összegyűltek a Marvel család tagjai, akik mind hozzá hasonló képességekkel rendelkeztek és hozzá hasonló öltözéket viseltek. 1941-ben, a Whiz Comics 21. számában szerepeltek először a Marvel hadnagyok, három idősebb fiú, akiket szintén Billy Batsonnak hívtak és akik felfedezték, hogy ha kimondják a Shazam szót, ők is Marvel Kapitányéhoz hasonló erőre tehetnek szert. A három Marvel hadnagy, akik valójában nem sokban különböztek Marvel Kapitánytól, nem jelentett különösebb gazdasági hasznot a kiadónak és megjelenésük után csak vendégszerepekben tűntek fel a Fawcett különböző füzeteiben. Megalkotásuk azonban további szereplők megszületését inspirálta. A 25. számában tűnt fel először Billy egyik barátja, Freddy Freeman, aki Ifjabb Marvel Kapitánnyá, Marvel Kapitány kamasz megfelelőjévé tudott átváltozni. Az Ed Herron és Mac Raboy által megalkotott új szuperhős rögtön első szereplését követően önálló történeteket is kapott a Master Comics oldalain. Egy évvel később, Otto Binder történetében a Captain Marvel Adventures 18. számában Billy és Freddy megismerkedtek Billy elveszett ikertestvérével, Mary Bromfielddel, aki a Shazam varázsszó hatására Mary Marvellé tudott átváltozni. Mary Marvel önálló történetei ezután a Wow Comics-ban kaptak helyet. Marvel nagybácsi Mary Marvel történeteinek mellékszereplőjeként tűnt fel először a Wow Comics 18. számában 1943 októberében. A kaliforniai Dudley nagybácsi valójában nem rendelkezett emberfeletti erővel és nem állt rokonságban Billyvel és Maryvel, csupán a segítségnyújtásért remélt ellenszolgáltatásokból akart hasznot húzni a szuperhősök mellett. Mary azonban hamar rájött erre, de mivel megkedvelte a szíve mélyén mégiscsak jóságos öregurat, nem leplezte le őt.
Mr. Tawny, a beszélő tigris, aki megunta a dzsungelbeli életet és úgy döntött, hogy megismerkedik a nagyvárossal a Captain Marvel Adventures 79. számában, 1947 decemberében szerepelt először. A szereplő ötlete Otto Bindertől származott, az olvasók pedig azonnal megkedvelték. Mikor 1953-ban a Fawcett beszüntette a képregénykiadást, Binder és Beck megpróbáltak készíteni egy képsort újságok számára Mr. Tawny főszereplésével, de azt egyetlen sajtóügynökség sem akarta megvásárolni. Marvel Kapitány aranykori történeteiben még számos kisebb-nagyobb jelentőségű mellékszereplő tűnt fel, köztük például Mr. Sterling Morris, Billy Batson munkaadója, a WHIZ rádiótársaság elnöke, vagy Marvel Kapitány ellenfelének, Doktor Sivanának két felnőtt korú gyermeke, Beautia és Magnificus. Hoppy, a Marvel nyuszi a Fawcett’s Funny Animals első számában tűnt fel először 1942 decemberében. A Chad Grothkopf által megalkotott mókás állatfigura elsősorban saját, különálló történeteiben szerepelt.
Marvel Kapitány történeteinek legtöbb mellékszereplője az aranykor után, a DC Comics által kiadott történetekben is visszatért, bár az évek során eredettörténetük és más tulajdonságaik, adottságaik is változásokon mentek keresztül.

### Negatív szereplők
Marvel Kapitány egyik legnagyobb és egyben legelső ellenfele a világuralomra törő Doktor Sivana volt. Az őrült tudós, akinek külső megjelenését C. C. Beck egy patikusról mintázta, az aranykor során számos alkalommal próbálta legyőzni Marvel Kapitányt, de mindannyiszor kudarcot is vallott. Sivana terveinek megvalósításában két kamaszkorú gyermeke, Georgia és Ifjabb Sivana is segítségére volt. Marvel Kapitány további ellenfelei között volt a hozzá hasonló mágikus erővel bíró Ibac, Mister Atom, a rádióaktív robot és a barbár Kull király. A második világháború évei alatt Marvel Kapitány megütközött a Harmadik Birodalom bajnokával, Náci Kapitánnyal is. Legelvetemültebb ellenfele azonban Mister Mind, az apró termetű földönkívüli hernyó volt. A történetben, mely a Captain Marvel Adventures oldalain volt olvasható 1943 márciusa és 1945 májusa között, Mister Mind Marvel Kapitány ellenfeleiből megalapította a Gonosz Szörnyszövetséget, hogy annak segítségével pusztítsa el a Kapitányt.
A DC Comics történeteiben Marvel Kapitány számos ellenfele visszatért, bár a sorozat főszereplőjéhez és mellékszereplőihez hasonlóan az ő háttértörténetük is változáson ment át. Fekete Adam, aki az aranykor során csupán egyszer, a Marvel Family első számában szerepelt, a bronzkortól kezdődően egyre nagyobb szerepet kapott és egyre veszélyesebb ellenféllé vált. A két démon, Blaze és Satanus a képregény modern korában vált Marvel Kapitány ellenfelévé. Az emberiség hét halálos ellensége, a büszkeség, az irigység, a kapzsiság, a gyűlölet, a lustaság, az önzés és az igazságtalanság démonai az Örökkévalóság Szikláján raboskodtak, de időről időre sikerült megszökniük.

## Kulturális hatása
Mike Benton The Comic Book in America: An Illustrated History című könyvében Marvel Kapitányt történelmi szempontból az amerikai képregény hét legnagyobb hatású szuperhőse közé sorolta, aki „klasszikus példája az amerikai naivitásnak, életvidámságnak és halhatatlan optimizmusnak”. A szereplő történetei az Egyesült Államokon kívül is jelentős sikereket értek el. Történetei Brazíliában 1943-tól egészen 1968-ig jelentek meg folyamatosan. Az Egyesült Királyságban a Fawcett történetei, köztük Marvel Kapitány kalandjai, szintén már a negyvenes évektől kezdődően jelentek meg az L. Miller & Son kiadásában. 1953 augusztusában a kiadó saját sorozatban, heti rendszerességgel jelentette meg Marvel Kapitány és Ifjabb Marvel Kapitány történeteit, amik hamar az L. Miller & Son legsikeresebb kiadványai lettek. Mikor a Fawcett és a National Publications közötti megállapodással a brit kiadó számára veszélybe került az újabb történetek utánpótlása Len Miller Mick Anglo írót és rajzolót bízta meg azzal, hogy Marvel Kapitány és a Marvel család mintájára alkosson új szuperhősöket, akik ugyan hasonlítanak az eredeti változatokra, de nem annyira, hogy annak jogi következményei lehessenek. Az új hős, Marvelman 1954 elején váltotta fel Marvel Kapitányt a kiadó füzeteiben. Erik Larsen nyilatkozata szerint Sárkány nevű képregényhősét Batman, Speed Racer és Marvel Kapitány keverékeként alkotta meg gyerekkorában.
Marvel Kapitány maga, valamint a történetei által az angol nyelvterületeken meghonosodott mágikus betűszó, a shazam, elsősorban az Egyesült Államokban részévé vált a köztudatnak. A szereplő említése, a rá való utalás és a mágikus szó megtalálható filmek, televíziós sorozatok, videóklipek jeleneteiben, dalszövegekben és irodalmi művekben egyaránt. A shazam szót az Oxford English Dictionary is jegyzi.

### A mitológiai ihletésű hősök előfutára
Christopher Knowles író és képregényalkotó véleménye szerint Marvel Kapitány sikere járult hozzá további mitológiai háttérrel rendelkező képregényhős megjelenéséhez. Knowles többek között ezek közé sorolja a Fox Comics Sámsonját, a Quality Comics Herkulesét és Sam bácsiját valamint a Dell Comics Phantasmóját. A magas kultúrát képviselő klasszikus görög, római és egyiptomi mitológia elemeit könnyeden kezelő, és a népszerű kultúra stílusához átdolgozott aranykori történetek, mint például a Captain Marvel Battles the Plot Against the Universe, előfutárai voltak az amerikai képregény ezüstkorában megjelenő füzetek kalandjainak.
Több író és kritikus szerint az 1960-as évek elején Stan Lee és Jack Kirby által megalkotott Marvel-szuperhős, a viharisten Thor Supermanen kívül sokat merített Marvel Kapitányból is. Akárcsak Marvel Kapitány ereje, Thor hatalma is isteni eredetű, melyre bemutatkozásuk alkalmával egy barlangban tettek szert. A szereplők szuperhőssé való átalakulását mindkét esetben villámlás és mennydörgés kíséri. Láthatóan Thornak és titkos személyazonosságának, Don Blake-nek a személyisége éppen úgy elkülönül egymástól mint Billy Batsoné Marvel Kapitányétól. A titkos személyazonosság és az álarcos én ilyesfajta elkülönülése sokkal hangsúlyosabb volt mindkét szuperhős történeteiben, mint más hősök füzeteiben. Bizonyos fokig még Thor apja, Odin és a varázsló Shazam között is megfigyelhető hasonlóság. Kirby két másik hőse, az 1941-ben feltűnő Amerika Kapitány és az 1974-es OMAC szintén sokat merít Marvel Kapitányból.

### Megjelenése más médiában
Marvel Kapitány történeteinek első adaptációját a Republic Pictures készítette el 1941-ben Adventures of Captain Marvel címmel. A tizenkét részes filmsorozatban Tom Tyler alakította Marvel Kapitányt, ifjabb Frank Coglan pedig a főhős titkos személyazonosságát, Billy Batsont. A sorozatot, melyben először tűnt fel képregény-szuperhős a mozivásznon, gyakran nevezik az általa képviselt műfaj egyik legjellegzetesebb darabjának. A film egyik mellékszereplője, Whitey Murphy hamarosan a képregények oldalain is felbukkant. Az Adventures of Captain Marvel hatása azonban még évtizedekkel első vetítése után is hatással volt a képregények alkotóira, így például Jerry Ordwayre is, aki szintén sokat merített belőle az 1994-ben indított The Power of Shazam! című képregénysorozat hangulatának kialakításakor.
Marvel Kapitány első televíziós szereplése a Filmation által készített Shazam! című sorozatban volt, melyet eredetileg 1974 szeptembere és 1977 októbere között sugárzott a CBS. Marvel Kapitány szerepében Jackson Bostwick, majd őt követően John Davey volt látható. Billy Batsont Michael Gray játszotta. A sorozatban Billy közvetlen kapcsolatban állt azokkal a természetfeletti lényekkel, akiktől erejét kapta, valamint Mentor nevű idős és bölcs barátjával, akit Les Tremayne alakított, járta az Egyesült Államok országútjait. A televíziós sorozat jóval népszerűbbé vált, mint maga a vele egy időben megjelenő, azonos című képregényfüzet. A képregény alkotói ezért a füzet 26. számától kezdődően átvették annak több elemét is. Nem sokkal a televíziós sorozat megszűnése után, 1979-ben Marvel Kapitány az NBC-n sugárzott és a Hanna-Barbera által készített Legends of the Superheroes-ban tűnt fel ismét. A mindössze két epizódot megért sorozatban Marvel Kapitányt Garrett Craig alakította. Szintén az NBC műsorán volt látható 1981 és 1982 között a The Kid Super Power Hour with Shazam! című animációs sorozat, melyben már Marvel Kapitány képregényfüzeteinek hagyományos mellékszereplői és ellenfelei is felbukkantak, többek között Mary Marvel, Ifjabb Marvel Kapitány, Marvel nagybácsi és Doktor Sivana is. A sorozatban Marvel Kapitány és Billy Batson Burr Middleton hangján szólalt meg.
Marvel Kapitány saját sorozatain kívül több műsorban vendégszereplőként is feltűnt. A Justice League Unlimited 2005-ben sugárzott Clash című epizódjában, melynek írói J. M. DeMatteis és Dwayne McDuffie volt, Marvel Kapitány Supermannel mérte össze az erejét. Az epizódban Marvel Kapitány Jerry O’Connell, Billy Batson Shane Haboucha hangján szólalt meg. A Clash, melynek rendezőjét, Dan Riba-ot az epizódért a 2005-ös Annie-díjra is jelölték, több utalást is tartalmazott Mark Waid Kingdom Come című minisorozatára. A Justice League: The New Frontier című animációs film utolsó jeleneteiben, számos más DC-szereplő mellett, Marvel Kapitány is feltűnt.
A New Line Cinema a 2000-es évek elején fogott hozzá egy tervezett Marvel Kapitány-mozifilm előkészületeihez. A lehetséges forgatókönyvírók között William Goldman, Bryan Goluboff, Joel Cohen, Alec Sokolow és John August nevei is felmerültek, rendezőjeként pedig Peter Segalt nevezték meg. Miután a New Line-t felvásárolta a Time Warner és a stúdió rövid idő után beolvadt a Warner Bros.-ba, a filmtervezet is a Warnerhoz került. 2008 nyarán a Warner film noirok által ihletett sikerfilmje, A sötét lovag és a könnyedebb hangvételű Speed Racer bukása után a stúdió a tervezett film korábbi akcióvígjáték típusú forgatókönyve helyett inkább egy komolyabb és sötétebb történetet szeretett volna. A 2009 augusztusában megjelent nyilatkozatok alapján a film forgatókönyvén Bill Birch és a DC Comics írója, Geoff Johns dolgozik. Rendezőjeként továbbra is Segalt nevezték meg.
Marvel Kapitány videójátékban a PlayStation 3 és Xbox 360 platformra megjelent 2008-as Mortal Kombat vs. DC Universe-ben szerepelt először, melyben a DC-oldal ötödik fejezetében válik játszható szereplővé. A játékban Kevin Delaney kölcsönözte a hangját Marvel Kapitány számára.

## Magyarul olvasható
- Marvel kapitány. Magasabbra, távolabbra, gyorsabban; szöveg Kelly Sue DeConnick, Warren Ellis, rajz. David López, Marcio Takara, Laura Braga, ford. Kodaj Dániel; Fumax, Bp., 2019